# 1993년 로스앤젤레스 영화 비평가 협회상
제19회 로스앤젤레스 영화 비평가 협회상은 1993년 영화를 대상으로 1993년 12월 11일에 열린 시상식이다.

## 수상 및 후보

### 작품상
- 쉰들러 리스트

### 감독상
- 피아노 - 제인 캠피온 수상

### 남우주연상
- 샤도우랜드 - 안소니 홉킨스 수상
- 남아있는 나날 - 안소니 홉킨스 수상

### 여우주연상
- 피아노 - 홀리 헌터 수상

### 남우조연상
- 도망자 - 토미 리 존스 수상

### 여우조연상
- 공포 탈출 - 로지 페레즈 수상
- 피아노 - 안나 파킨 수상

### 각본상
- 피아노 - 제인 캠피온 수상

### 촬영상
- 쉰들러 리스트 - 야누즈 카민스키 수상
- 피아노 - 스튜어트 드라이버그 수상

### 미술상
- 쉰들러 리스트 - 알란 스타스키 수상

### 음악상
- 블루 - 지그뉴 프레이즈너 수상
- 비밀의 화원 - 지그뉴 프레이즈너 수상
- 올리비에 올리비에 - 지그뉴 프레이즈너 수상

### 외국어영화상
- 패왕별희 - 천카이거 수상

### 다큐멘터리상
- 모두가 진실이다 - 오슨 웰즈 수상
- 모두가 진실이다 - 마이론 메이셀 수상
- 모두가 진실이다 - 빌 크론 수상
- 모두가 진실이다 - 리처드 윌슨 수상

### 애니메이션상
- 위대한 강 - 프레데릭 백 수상

### 독립영화상
- 실버레이크 라이프 - 톰 조슬린 수상
- 실버레이크 라이프 - 피터 프리드먼 수상

### 신인상
- 길버트 그레이프 - 레오나르도 디카프리오 수상

### 공로상
- 존 엘턴 수상